# Eragrostis glutinosa
Eragrostis glutinosa là một loài thực vật có hoa trong họ Hòa thảo. Loài này được (Sw.) Trin. mô tả khoa học đầu tiên năm 1831.